# Angelo Maria Ranuzzi
Angelo Maria Ranuzzi (Bologna, 19 maggio 1626 – Fano, 27 settembre 1689) è stato un cardinale e arcivescovo cattolico italiano.

## Biografia
Nacque nel palazzo di via Galliera a Bologna il 19 maggio 1626 dal senatore Marco Antonio conte della Porretta, e da Orinzia Albergati. Fu battezzato quello stesso giorno avendo per padrino il senatore Marco Antonio Bianchetti. La sua famiglia, nel contesto cittadino e dello Stato pontificio, si considerava in ascesa. Il padre, discendente da esponenti delle società d'arti divenuti feudatari della Chiesa nel XV secolo, oltre a essere membro del Senato locale, fu insignito di varie cariche, fra cui quella di ambasciatore bolognese a Roma (1654-1659). I suoi figli segnarono un culmine della storia familiare: il primogenito Annibale si trasferì in una nuova sede, un palazzo degno delle migliori residenze europee; il secondogenito Angelo divenne il primo cardinale del casato. Un terzo fratello, Silvio Antonio,ecclesiastico, morì in giovane età, mentre una sorella, Anna Maria, sposò Cesare Marsili, unendosi a un altro importante clan senatorio, quello appunto dei Marsili. Ancora giovanissimo, ricoprì la carica di Ufficiale delle Acque per l'anno 1649 e con patente rilasciatagli dal Senato il 10 agosto di quell'anno fu preposto capitano di una delle compagnie di fanteria appena istituite. Qualche anno più tardi, il cardinale legato Lomellini gli rilasciò la patente di podestà di Galliera per il secondo semestre del 1654. Dimorò per qualche tempo alla corte di Toscana dove conobbe Dorotea Cospi, che a quel tempo era dama della granduchessa Vittoria della Rovere, e pensò di chiederla in sposa. Allo stesso tempo fece pressioni al fratello Annibale perché rinunciasse alla successione della contea dei Bagni della Porretta, ma non si riuscì a raggiungere un accordo, per cui la convinzione di sposarsi si affievolì e Dorotea finì per sposare Annibale. Forse deluso nei suoi progetti di vita, Angelo partì per un grand tour alla rovescia, dal sud al Nord dell'Europa, di cui lasciò nell'archivio familiare un diario dal 1654 al 1657. Il viaggio iniziò a Roma e qui terminò;dopo una partenza dalle coste toscane, toccò Genova, poi la Francia, l'Inghilterra, l'Olanda, la Germania e l'Europa centrale per conoscere l'indole e i costumi delle diverse nazioni.
Ranuzzi comprò quadri, stampe, cartografie, strumenti scientifici e musicali, e molti libri, specialmente ad Amsterdam, dimostrando gli interessi di un uomo colto del Seicento, che spaziavano dalla politica alla memorialistica, dall'arte militare alla geografia e alla navigazione. Abbiamo le sue impressioni sull'Olanda, l'Inghilterra di Cromwell, la Francia di Mazzarino, dove venne presentato al re e alla regina madre.Furono i primi approcci con l'ambiente e le persone che avrebbero avuto tanto peso nei suoi anni più celebri e difficili: "Parigi, ch' è un mondo, più che una città, o s'è città, non ha pari". Al ritorno dal viaggio, intanto laureatosi in giurisprudenza e più specificamente in utroque iure all'Università di Padova nel 1657, accettò la volontà del padre, ancora ambasciatore a Roma, di fargli intraprendere la carriera ecclesiastica, a cui da allora in poi si dedicò con impegno. Infatti era morto nel frattempo Silvio Antonio nel 1656 e il padre pensò di sostituirlo nella carriera ecclesiastica con Angelo. Nel 1657 è definito per la prima volta clericus in un atto notarile, beneficiando della laurea in utroque iure, titolo necessario per ottenere la prelatura. Dopo aver insegnato diritto canonico nella città di Fano, si recò a Roma dove prendendo l'abito prelatizio fu nominato referendario dell'una e dell'altra Segnatura. Mentre era referendario delle due segnature e quindi passato al servizio della Santa sede, fu inviato come governatore nella città di Rimini. Seguirono il governo della città di Rieti, Camerino e Ancona, in cui si distinse per le sue capacità e con fama di somma giustizia e saggezza. I consoli della città di Rimini, in data 26 agosto 1660, gli concessero la cittadinanza nobile, e il medesimo privilegio ricevette dal Consiglio e dal Senato di Rieti il 10 dicembre 1660. Per le capacità dimostrate nello svolgere questi uffici divenne poi vice legato di Urbino (1664) e commissario generale delle milizie pontificie per nomina di Alessandro VII il 1º febbraio 1664. Due anni dopo Alessandro VII, con brevi del 15 e 16 novembre 1666 lo inviò a Malta come inquisitore generale del Sant'Uffizio, nonché delegato generale della Santa Sede, con facoltà di conoscere, giudicare e terminare tutte le cause criminali che riguardavano quella giurisdizione. La prima fase della sua carriera terminò con il memoriale redatto durante l'inquisitorato, che era una specie di anticamera della nunziatura, sulla Religione, e Cavalieri di Malta, e remedij proposti per levare in essa alcuni abusi introdotti. Dopo Malta, tornò a Roma, il nuovo pontefice Clemente IX, il 30 aprile 1668, lo nominò arcivescovo titolare di Damiata il 24 giugno 1668 (Damietta, nel basso Egitto) e il 24 giugno ricevette la consacrazione episcopale a Roma dal cardinale Cesare Facchinetti, per essere poi nominato, alcune settimane dopo, il 6 luglio assistente al soglio pontificio o prelato domestico del Papa.
Il 30 giugno del 1668 Clemente IX lo inviò come nunzio apostolico in Savoia, a Torino, alla corte Sabauda, la prima nunziatura, ricevuta all'età di 42 anni; gli fu assegnato insieme il governo del feudo pontificio di Tigliole in Piemonte. Durante il soggiorno piemontese Angelo fu incaricato di ascoltare, giudicare e terminare le cause nel principato di Masserano, anch'esso feudo della S. Sede.
Il 13 maggio 1671 papa Clemente X lo inviò in Polonia, alla corte di re Michele I di Polonia. Partì da Torino per raggiungere la nuova sede di Varsavia con un seguito sfarzoso e il nipote primogenito, annotando le spese di rappresentanza, che avrebbero finito per costituire il suo problema economico più rilevante. Nunziatura particolarmente delicata per il pericolo incombente legata all'avanzata turca, ma anche per le discordie interne all'aristocrazia polacca. Con la sua abilità e prudenza sedò le discordie che laceravano quel regno, seppe introdursi con le sue qualità diplomatiche e morali, intrattenendo ottimi rapporti con i sovrani, persuadendoli a una pur momentanea riappacificazione e a combattere contro il nemico della civiltà e della Chiesa. Mancando il denaro necessario a sostenere la guerra, egli primo fra tutti, contribuì con duemila scudi in contanti, e donò a quella zecca le proprie argenterie, affinché fossero convertite in moneta. L'esempio venne seguito dal clero che contribuì con denaro per poter compiere quella campagna. Ma vari fattori tra cui le risorte inimicizie tra magnati, il clima polacco troppo rigido che non era propizio alla sua salute, l'ostilità fra lui e il nunzio straordinario Francesco Buonvisi, inviato dal papa Clemente X a causa delle minacce di una guerra civile polacca, fecero sì che Ranuzzi chiese di essere richiamato.
Avendo richiesto il richiamo a Clemente X, ritornato a Roma nel 1673 venne rimandato a Urbino dove venne nominato vice-legato, poi alla prefettura di Macerata, arrivando infine a essere governatore delle Marca anconitana (20 novembre 1675). Dopo quasi tre anni Innocenzo XI, che ne apprezzava le virtù e i meriti, lo nominò il 18 aprile 1678 e fu consacrato il 6 maggio 1678 vescovo di Fano, dove fece costruire a sue spese un nuovo palazzo episcopale. Si fece amare dai fedeli, ampliò il Seminario, ridusse a coltura i terreni della mensa episcopale fino ad allora trascurati, curò la formazione del clero e ivi rimase fino al 1683, mentre non cessava di richiedere un altro incarico diplomatico. Le sue doti personali rispondenti a canoni di comportamento essenziali per la carriera di un prelato di Curia, gli valsero nel 1683, preparata da lunghi anni di cariche provinciali e legazioni internazionali, la nunziatura di Francia. Dopo cinque anni, nel 1683, fu inviato presso la corte di Luigi XIV di Francia da Innocenzo XI, che sperava di poter guadagnare l'appoggio del sovrano nell'ormai prossimo assedio di Vienna. Angelo ebbe l'incarico di evitare la rottura dell'amicizia tra la Francia e l'Impero per formare una potente lega contro i Turchi. Altro compito importante era quello dell'assoluzione delle scomuniche a quegli eretici che si fossero convertiti, e di riceverli nel seno della Chiesa. Nel viaggio in Francia Monsignor Ranuzzi fu accompagnato dai nipoti Giovan Carlo Ranuzzi e Silvio Marsili e da un seguito di quaranta persone che, giunti a Marsiglia, furono ricevuti dai ministri del re che li avrebbero scortati per il resto del percorso fino a Orléans, dove si trovava la corte essendo tempo di villeggiatura. L'incarico francese era delicatissimo dati i rapporti tesi fra la S.Sede e Luigi XIV. Ebbe un ruolo nel suo successo, oltre le pregresse esperienze all'estero, il sostegno della famiglia Medici e delle amicizie a Roma: i cardinali Alderano Cibo Malaspina, Federico Baldeschi Colonna e Girolamo Casanate, o lo stesso De Luca, in quegli anni stretto collaboratore di Papa Odescalchi e uno dei più assidui corrispondenti di Ranuzzi. Cybo, segretario di Stato, aveva appoggiato la sua nomina a Fano e contribuì anche all'ultima nunziatura. Monsignor Ranuzzi ebbe contatti anche con la corte della regina Cristina, dalla quale un astrologo gli inviò una lettera che gli prediceva il pontificato. Lo disponevano a quelle amicizie l'eleganza diplomatica, il carattere amabile,il gusto arcadico per la poesia latina. Dopo soli tre mesi Angelo fu richiamato a Roma per supplire il cardinale Paluzzo Paluzzi Altieri degli Albertoni nella presidenza di Urbino, ma quasi subito dopo il pontefice gli ordinò di portare in qualità di Ablegato Apostolico, con evidente significato politico, le fasce battesimali in occasione della nascita del duca di Borgogna, figlio del re di Francia, come era usanza pontificia. Il breve di nomina è del 22 aprile 1683 e la solenne presentazione delle fasce avvenne a Fontainebleau il 22 agosto. Il momento era propizio per manifestare la buona volontà del pontefice dopo i precedenti contrasti, e, come afferma Pastor "evidentemente questa decisione fu determinata anche dalla considerazione della guerra turca, per la quale Innocenzo XI sperava di guadagnare il re". Durante questo secondo soggiorno francese Angelo si adoperò inizialmente con successo per riavvicinare le due corti pontificia e francese, i cui rapporti si erano da qualche tempo raffreddati. Quantunque la nomina del prelato bolognese, "uomo che aveva molto viaggiato ed era esperto del mondo" venisse accolta favorevolmente incominciarono subito le ostilità: al rappresentante del Papa non fu subito concesso di recarsi a Parigi nel timore che egli si potesse incontrare con il clero ribelle ai soprusi regali e l'udienza di Luigi XIV venne procrastinata finché i Turchi non raggiunsero le mura di Vienna, dove si attendeva da un momento all'altro la capitolazione. La missione di Ranuzzi aveva come scopo anche la riconciliazione del re con l'imperatore, e di questo, appena giunse a Parigi il 23 luglio 1683 il nunzio trattò con il ministro Croissy, senza trascurare altre questioni sul tappeto, relative alle regalie e alla invadenza regia in campo ecclesiastico. Il governo francese però restava fermo sulle sue posizioni e cercava piuttosto di strappare concessioni nella questione degli articoli gallicani sulle nomine ecclesiastiche. Il rapporto con Luigi XIV, vincitore della pace di Nimega e simbolo stesso dell'assolutismo, la politica del re sul Reno, i pregiudizi contro il nunzio, la revoca dell'editto di Nantes nel 1685, poco apprezzata dal papa per la persistenza dei "vescovi scismatici", la promozione di vescovati vacanti, il bombardamento che nel maggio del 1684 rovinò la città di Genova, per la quale Ranuzzi riuscì a ottenere dal re un congruo risarcimento per il restauro delle chiese distrutte, le rappresaglie per il trattamento ricevuto a Roma dall'ambasciatore di Francia marchese di Lavardin. Questi problemi resero assai dura e difficile la nunziatura di Ranuzzi, che fu sottoposto a sorveglianza poliziesca e a restrizioni della libertà.
Mentre si trovava ancora presso la nunziatura di Parigi, venne elevato al rango di cardinale nel concistoro del 2 settembre 1686 in seguito alle benemerenze e all'opera svolta nelle varie nunziature. Secondo la tradizione, con breve del 7 Settembre 1686, fu lo stesso sovrano francese a imporgli la berretta cardinalizia, recata in Francia dall'abate Hugues-Humbert de Servien, Cameriere segreto di S.S., nel corso di una cerimonia tenutasi a Fontainebleau il 6 novembre seguente, Negli anni della sua missione in Francia, i rapporti fra la Santa Sede e la corona francese si fecero sempre più accesi, a tal punto che fu posto sotto continua sorveglianza e relegato all'interno della nunziatura. Innocenzo XI concedette al cardinal Ranuzzi la facoltà di elargire benefici ecclesiastici di qualunque genere, riservati alla Santa Sede, e con breve del 17 Maggio 1688 nominato arcivescovo di Bologna il 17 maggio 1688, riuscì a partire alla volta dell'Italia solamente il 16 luglio dell'anno seguente. Conferitogli l'arcivescovado di Bologna, considerata una delle diocesi più ricche, dove non giunse mai, che era rimasto vacante dal gennaio 1684 per la morte del cardinale Girolamo Boncompagni. Alla morte di Innocenzo XI, Ranuzzi lasciò la Francia non senza difficoltà, non volendo il Re Sole che il nunzio lasciasse Parigi, la sorveglianza verso di lui fu intensificata e come lui stesso riporta tenuto "in perpetua schiavitù" e spiato dal cortigiano Monsieur Pidou de Saint Olon. Solo in seguito al richiamo dell'ambasciatore di Francia marchese di Lavardin, Ranuzzi poté finalmente godere di un po' di libertà e il 16 luglio 1689 riuscì a partire per l'Italia per partecipare all'imminente conclave e ricevere il galero e il titolo cardinalizio. Parecchie voci davano per vincente la sua candidatura.Ma durante il viaggio sulle montagne della Savoia il convoglio nel quale viaggiava il cardinale fu assalito da briganti e rivoltosi ugonotti che agivano forse di intelligenza con il rappresentante del Re Sole a Torino, assalirono le vetture cardinalizie e le spogliarono di tutto, specialmente delle lettere inviategli dalla Segreteria di Stato e dei documenti relativi alla nunziatura. La corte francese fu la principale indiziata. Il resto del viaggio fu assai travagliato, Mentre era ancora in viaggio, il 12 agosto 1689 morì Innocenzo XI e, proseguendo sulla via di Roma per recarsi al conclave, sostò presso il palazzo vescovile di Fano, dove giunse esausto per le disavventure e febbricitante, Fu raggiunto e assistito dal nipote secondogenito Vincenzo Ferdinando che per ordine del granduca lo aveva accompagnato da Faenza e dal fratello Annibale. Due giorni prima della fine il cardinale Angelo aveva dettato le sue ultime volontà al notaio Pietro Giovanni Belleni ordinando di essere sepolto nella cattedrale di Fano e disponendo diversi legati ai nipoti Ranuzzi e Marsili e alle sue chiese episcopali. Alla chiesa di Porretta lasciò mille scudi per la fabbrica che si andava facendo, oltre a due calici d'argento, a due pianete di tela d'oro e altri apparati minori. Alla comunità porrettana destinò quaranta scudi annui, in perpetuo, in aumento del salario che la medesima soleva dare al maestro di grammatica, e a uno che insegnasse ai poveri a leggere, a scrivere e a fare i conti. Lasciò pure dieci scudi annui da donarsi a quello scolaro che in un determinato giorno avesse scritto con miglior calligrafia. Alla sacrestia del duomo di Fano lasciò trecento scudi, e alla locale congregazione di S.Filippo Neri altri trecento scudi. Seguirono altri legati a favore dei nipoti Ranuzzi, Marsili, della sorella suor Angela Brigida, e di altri familiari; erede universale fu chiamato il fratello Annibale. Esecutori testamentari furono nominati Monsignor Taddeo Luigi Dal Verme vescovo di Fano,poi cardinale, e padre Domenico Federici della congregazione di San Filippo Neri. Lasciò alla chiesa metropolitana di Bologna il suo anello episcopale con la pietra di smeraldo, la pianeta di broccato e il relativo piviale. Dal padre aveva ereditato i beni di Via Galliera, di vicolo Bertiera, di vicolo Quartirolo, un casamento grande e nobile situato in Porta di Castello, oltre a una rendita di diecimila lire da prendersi dai cambi limitati o censi.
Mentre si trovava presso la cittadina marchigiana, il 27 settembre, venne colto da un improvviso malore, morendo all'età di 63 anni. Fu sepolto nella cattedrale di Fano. Nella cattedrale di S. Pietro a Bologna lo ricorda un medaglione dorato che lo ritrae a mezzo busto. Quella fine prematura, nel momento in cui la famiglia prevedeva la sua ascesa al pontificato, lasciava dietro a sé grande rimpianto e glorificazioni attestate da ritratti, memorie e oggetti tuttora conservati.

## Genealogia episcopale
La genealogia episcopale è:
- Cardinale Diego Espinosa Arévalo
- Cardinale Gaspar de Quiroga y Vela
- Cardinale Rodrigo de Castro Osorio
- Cardinale Bernardo de Sandoval y Rojas
- Vescovo Melchor Soria Vera y Diaz
- Vescovo Diego Castejón Fonseca
- Cardinale Cesare Facchinetti
- Cardinale Angelo Maria Ranuzzi